# Ліндсі Грем
Ліндсі Олін Грем (англ. Lindsey Olin Graham; нар. 9 липня 1955, Сентрал, Південна Кароліна) — американський політик-республіканець. Полковник.

## Біографія
Освіта: Університет Південної Кароліни. Бакалавр (1977), доктор права (1981).
Військова служба (1982–1988, з 1988 року в резерві): Війна в Перській затоці, Іракська війна, Війна в Афганістані.
З 1993 по 1995 рік був членом Палати представників Південної Кароліни від 2-го виборчого округу.
З 1995 по 2003 рік був членом Палати представників США від 3-го виборчого округу Південної Кароліни.
Старший сенатор США від штату Південна Кароліна з 2003 року.

## Висловлювання
3 березня 2022 у прямому ефірі телеканалу Fox News Ліндсі Грем закликав російських військових ліквідувати президента РФ Володимира Путіна. Окремо у своєму Твіттері він висловив надію, що в російській армії є «більш успішний полковник Штауффенберг» або змовник Брут, який вбив римського узурпатора Цезаря :
|  | Чи є в Росії Брут? Чи є в російській армії більш успішний полковник Штауффенберг? Хтось в Росії повинен взяти на себе відповідальність і відправити цього гаврика <Путіна> в пекло. Ви надасте своїй країні і світу велику послугу |

Його твіти з'явилися після того, як найбільша в Європі атомна електростанція в Запоріжжі загорілася рано вранці п'ятниці після того, як потрапила під удар російських військ. В окремому твіті Грем додав, що відповідальність за ліквідацію Путіна лежить виключно на російських громадянах.
Коментарі Грема викликали обурення політиків лівого спрямування. Його розкритикували конгресмени-демократи, які заявили, що «заклик до вбивства глави держави немислимий».

## Нагороди
- Орден князя Ярослава Мудрого II ст. (Україна, 4 вересня 2023) — за вагомий особистий внесок у зміцнення міждержавного співробітництва, підтримку державного суверенітету та територіальної цілісності України, популяризацію Української держави у світі[12]
- Орден князя Ярослава Мудрого III ст. (Україна, 27 грудня 2016) — за значний особистий внесок у розвиток українсько-американського економічного та військового співробітництва, відстоювання державного суверенітету і територіальної цілісності України[13]